# Dalton Paula
Dalton Oliveira de Paula (Brasília, 1982) é um artista visual brasileiro. Suas obras são marcadas pela história e cultura afro-brasileiras.
Nascido em Brasília, Paula foi criado em Goiânia, onde formou-se em artes visuais pela Universidade Federal de Goiás. Trabalhou como bombeiro por quase dez anos.
Em 2016, participou da 32ª Bienal Internacional de Arte de São Paulo, e em 2018 da exposição Histórias Afro-Atlânticas, do MASP. Em 2020,  seis de seus retratos de figuras históricas negras brasileiras, como Zumbi dos Palmares e Zacimba Gaba, foram expostos no Museu de Arte Moderna de Nova Iorque.
Em 2019 recebeu o Premio CNI SESI SENAI Marcantonio Vilaça, anunciando no seu discurso a criação do ateliê escola Sertão Negro localizado em Goiania. No ano de 2024, Dalton é anunciado entre os 332 artistas para a 60 Bienal de Veneza pelo curador Adriano Pedrosa. 

## Condecorações
| Insígnia | País   | Honra                          | Data                   |
| -------- | ------ | ------------------------------ | ---------------------- |
|          | Brasil | Oficial da Ordem de Rio Branco | 21 de novembro de 2023 |